# Antipapa Gregório XVIII
Gregório XVIII, nascido Ginés Jesús Hernández y Martínez, conhecido pelo nome religioso de Sergio María e, após a eleição, conhecido por seus fiéis como Papa Gregório XVIII (Mula, Múrcia, 1 de julho de 1959), foi o terceiro pontífice da Igreja Cristã Palmariana, que nesta capacidade, afirmou ser o 265º Papa da Igreja Católica, de 15 de julho de 2011 até sua renúncia em 22 de abril de 2016.

## Vida religiosa
Ginés foi seminarista católico, mas tornou-se seguidor de Clemente Domínguez y Gómez, o "vidente cego", fundador da Ordem dos Carmelitas da Santa Face, onde ingressou em setembro de 1978. Contudo, quatro meses depois, ele deixou o movimento palmariano; teria se tornado oficial militar, mas trabalhou também como eletricista. Ele retornou à congregação em 1984, onde logo recebeu a ordenação sacerdotal e a sagração ao episcopado. Tomou o nome de Bispo Padre Sergio María da Santa Face. Ele era conhecido por seus longos sermões e pelo temperamento agressivo, irritadiço e impaciente.

## Reivindicação ao papado
Sergio María foi nomeado Secretário de Estado de Manuel Corral, o Papa Pedro II, e futuro sucessor ao papado em 3 de março de 2011.
Com o falecimento de Pedro II, em 15 de julho de 2011, Sergio María da Santa Face assumiu imediatamente, com o nome de Gregório XVIII, em honra ao fundador da igreja, Clemente Domínguez y Gómez.
Seu governo seria marcado pelo recrudescimento das normas da Igreja, ainda mais do que no governo de seu antecessor. Uma de suas primeiras medidas foi quanto ao modo de se vestir dos fiéis. Logo no primeiro mês de pontificado, ele também canonizou seu antecessor como Papa São Pedro II, o Grande, e o declarou “Protetor e Defensor da Santa Igreja Cristã Palmariana” e Grande Doutor da Igreja.
Ele convocou o terceiro concílio palmariano, em 2012. Gregório XVIII determinou uma data fixa atribuída à Páscoa, que doravante passaria a ser celebrada no dia 27 de março de cada ano, independentemente do dia da semana. Até antes de sua renúncia, destacou-se um novo crescimento na economia da igreja, com abertura de novas missões e novas obras da Catedral-Basílica de Nossa Mãe do Palmar Coroada. Até mesmo nas rígidas normas da igreja, parecia haver uma nova flexibilização, apesar de manter-se a proibição de contato com ex-palmarianos.

## Renúncia
Em 22 de abril de 2016, Sergio renunciou ao seu governo pontifício e ao sacerdócio, retornando ao estado laical. Ele deixou a Catedral-Basílica do Palmar, com sua namorada, uma ex-freira palmariana.
Joseph Odermatt, então Bispo Padre Eliseu Maria da Santa Face, que já havia sido nomeado Secretário de Estado e sucessor por Gregório XVIII em 2013, assumiu imediatamente o posto de papa palmariano, como Pedro III. O site oficial palmariano não mais o identifica como responsável pelos reconhecimentos dados a São Pedro II, o Grande, tendo em vista que agora o considera como apóstata. Gregório XVIII é comparado com Henrique VIII e Paulo IV. Além disso, todos os registros fotográficos de Gregório XVIII foram apagados dos arquivos da Igreja, inclusive vídeos antigos que foram editados e/ou destruídos.

## Vida como ex-papa
Ginés e Nieves Triviño se mudaram para Monachil, uma cidade a 250 quilômetros de El Palmar de Troya.
Logo no começo de maio de 2016, Hernández concedeu uma entrevista ao El Español na qual afirmou ter deixado a Igreja não por ter se apaixonado, mas por perder a fé nas Normas Palmarianas: "Eu perdi a fé. Depois de meses de pesquisa, descobri que tudo era uma configuração barata. Houve aparições em El Palmar, sim, mas tudo resultou na opulência dos patrões de lá". Também acusou sua antiga Igreja de muitos abusos, dos quais seu antecessor, Pedro II, aparentemente tinha conhecimento, embora não de escândalos sexuais, os quais ele negou firmemente. Ele também afirmou ter perdido vários amigos após deixar a Igreja Palmariana. Ainda anunciou que ele e Nieves se casariam em breve.
Ao El País, o ex-papa disse que a Igreja Católica Palmariana "era uma farsa desde o início" para lucrar com os fiéis e apoiadores das supostas aparições de Nossa Senhora do Palmar. Pedro III reagiu, acusando Hernández de desacreditar sua antiga Igreja em sua entrevista e de roubar dois milhões de euros, juntamente com vários bens, incluindo um BMW X6. Hernández negou as acusações de roubo.
O ex-papa e a ex-freira palmarianos se casaram em setembro de 2016, em uma cerimônia civil realizada em uma propriedade em Sacromonte, Granada.
Em 10 de junho de 2018, Hernández e sua esposa escalaram os altos muros da Catedral-Basílica de Palmar. Eles estavam mascarados e armados, aparentemente planejando roubar a catedral, mas foram descobertos por um bispo palmariano que estava do lado de fora da basílica. De acordo com depoimentos, eles espancaram o bispo com um martelo e ameaçaram ele e outro bispo com uma faca. No entanto, na luta subsequente, Hernández foi gravemente ferido, enquanto os outros escaparam com ferimentos físicos menos graves.
Ao ouvir o barulho do lado de fora da catedral, outros membros da igreja vieram em seu auxílio e chamaram a polícia e uma ambulância. Hernández foi transportado de helicóptero para o Hospital Universitário Virgen del Rocio, em Sevilha. Após se recuperar, ele e sua esposa foram presos pela Guarda Civil. Ambos foram posteriormente acusados de roubo à mão armada, agressão grave e assault.
Em 17 de maio de 2019, Hernández e sua esposa foram considerados culpados de todas as acusações e condenados a seis e cinco anos de prisão, respectivamente, e a pagar uma multa de 35.000 euros aos dois bispos católicos palmarianos que feriram. Os dois, no entanto, foram imediatamente libertados em liberdade condicional.
Após sair da prisão, e revoltado com a instituição, em entrevista ao El Confidencial, ele acusou a Igreja Católica Palmariana de possuir grandes quantidades de dinheiro e até armas; o  ex-papa declarou que se arrependia de não ter acabado com a Igreja Palmariana, mas previu que ela logo entraria em colapso por conta própria.

Hernández foi novamente investigado em julho de 2021 por suposto cultivo e produção de maconha após um furto da mesma ocorrido em 11 de julho em sua residência em Monachil.